# Psi Rynek
Psi Rynek – dawny plac pomocniczy Rynku Kazimierskiego (oddzielonego od niego zabudową), zlokalizowany na wschód od obecnego Placu Wolnica, a rozciągający się do obecnej ulicy Gazowej i ul. św. Wawrzyńca.

## Historia
Plac został wytyczony w XIV wieku w kształcie wydłużonego prostokąta o prawdopodobnych wymiarach 140 × 33 m. Do XV wieku nosił nazwę Rynku Bydlęcego (nazwa związana była z charakterem rynku, odbywał się na nim bowiem handel bydłem). 
W drugiej połowie XVII i XVIII wieku był nazywany „Przyrynkiem”. W drugiej połowie XVII wieku zaczął stopniowo tracić na znaczeniu. 

W wyniku zniszczeń spowodowanych najazdem i okupacją Krakowa przez Szwedów oraz wojnę północną przez pewien czas stanowił obszar niezabudowany. Data zmiany nazwy na placu na „Psi Rynek” nie jest bliżej znana.

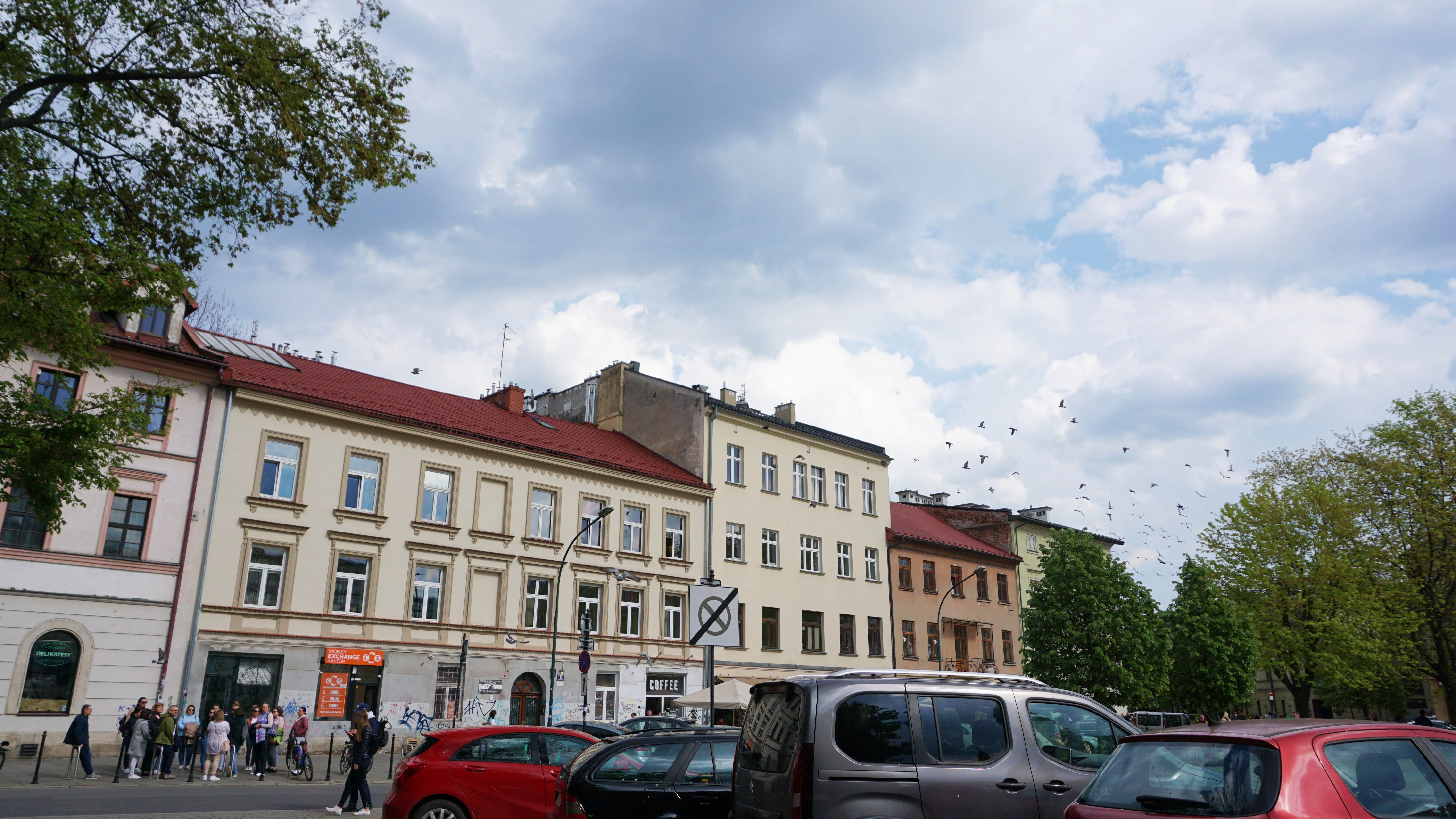
Dawna lokalizacja Psiego Rynku. Widok od Placu Wolnica.
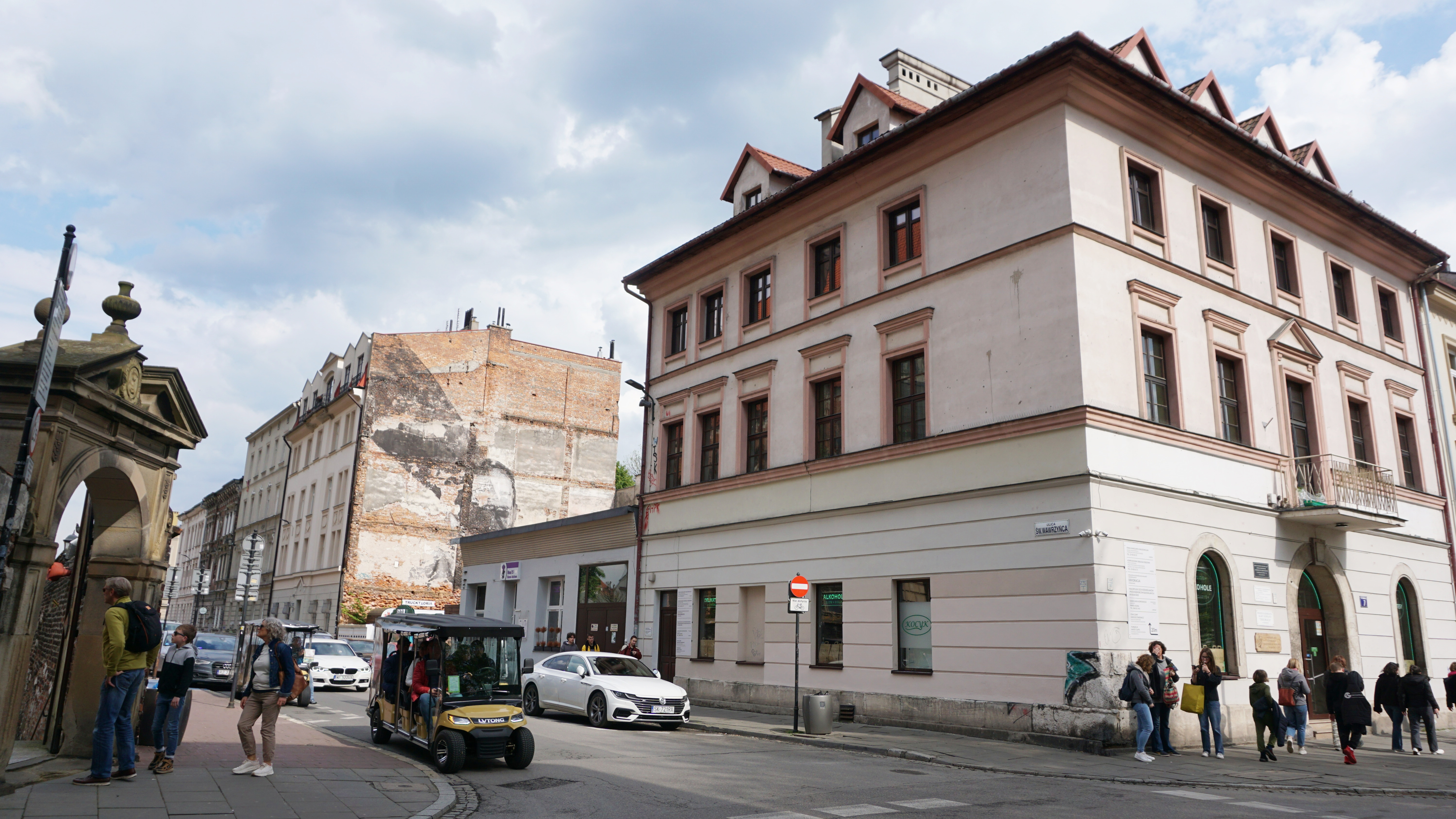
Dawna lokalizacja Psiego Rynku. Widok od ul. św. Wawrzyńca.